# David Opatoshu
David Opatoshu (* 30. Januar 1918 in New York City, New York; † 30. April 1996 in Los Angeles, Kalifornien) war ein US-amerikanischer Film- und Theaterschauspieler sowie Drehbuchautor.

## Leben
David Opatoshu entstammt einer jüdischen Familie; sein Vater war der aus Polen stammende Schriftsteller Joseph Opatoshu. Er wuchs in New York auf, wo er ab den späten 1930er Jahren am jiddischen Theater erste Rollen verkörperte. Seine erste Rolle am Broadway verkörperte er ab 1940 in dem Drama Night Music. Es folgten neun weitere Theaterstücke, von denen Still Stockings am längsten lief, und zwischen Februar 1955 und April 1956 insgesamt 478-mal zur Aufführung gebracht wurde.
1939 stand er in Di Klatshe auch erstmals vor der Filmkamera. Es war ein besonderer Film, da er ausschließlich in jiddischer Sprache gedreht wurde. Von 1941 bis 1945 las er auf WEVD, einer New Yorker Radiostation, die Nachrichten ausschließlich auf Jiddisch ausstrahlte. Nach rund zwei Jahrzehnten, in denen Opatoshu meist in Theaterverfilmungen mitgewirkt hatte, stand er 1960 in Exodus vor der Kamera, einem seiner wenigen Spielfilme. Zu seinem Repertoire an Fernsehserien zählten unter anderem Raumschiff Enterprise, Daktari oder Perry Mason. 1991 gewann er den Emmy Award als Bester Nebendarsteller für seine Rolle in der kurzlebigen Fernsehserie Gabriel’s Fire. 1971 schrieb er das Drehbuch zum Film Romance of a Horsethief, in welchem er in einer Nebenrolle zu sehen war.
Opatoshu war von 1941 bis zu seinem Tod mit der Sozialarbeiterin Lillian Weinberg verheiratet. Ihr Sohn Danny Opatoshu, der in den 1970er Jahren als Drehbuchautor arbeitete, ist mit Anne Spielberg, der Schwester von Steven Spielberg, verheiratet. David Opatoshu starb im April 1996 im Alter von 78 Jahren.

## Filmografie (Auswahl)

### Darstellung
- 1939: Di Klatshe (The Light Ahead)
- 1949: Hoher Einsatz (Any Number Can Play)
- 1958: Die Brüder Karamasow (The Brothers Karamazov)
- 1958: Das Mädchen aus der Unterwelt (Party Girl)
- 1960: Cimarron
- 1960: Exodus
- 1962: Flucht aus dem Dunkel (Guns of Darkness)
- 1965: Ein Spion zuviel (One Spy too Many)
- 1966: Der zerrissene Vorhang (Torn Curtain)
- 1966: Lautlose Waffen (L’Espion)
- 1966: Tarzan und die goldene Stadt (Tarzan and the Valley of Gold)
- 1968: Ein Mann wie Hiob (The Fixer)
- 1969: Frank Patch – Deine Stunden sind gezählt (Death of a Gunfighter)
- 1977: …die keine Gnade kennen (Raid on Entebbe)
- 1978: Dreckige Hunde (Who’ll Stop the Rain)
- 1981: Masada
- 1982: Kalte Wut (Forced Vengeance)

### Drehbuch
- 1971: Ein Kerl zum Pferdestehlen (Il romanzo di un ladro di cavalli)
- 1982: Get Crazy